# Bedla červenající
Bedla červenající nazývaná též bedla krvavějící nebo bedla třepivá (Chlorophyllum rhacodes (Vittad.) Vellinga, 2002) je houba z čeledi pečárkovitých. Dříve byla považována za jedlou, dnes už se na tomto popisu odborníci neshodnou a mnozí její sběr nedoporučují.
Dříve byla k tomuto druhu řazena jako poddruh i druh Chlorophyllum brunneum (Farl. & Burt) Vellinga pod jménem bedla červenající zahradní  Chlorophyllum rhacodes var. hortensis je mírně jedovatá, nyní je řazena jako samostatný druh.

## Jedlost
Bedla červenající byla dříve považována za jedlou, dnes již spousta odborníků její sběr nedoporučuje s poukazem na řadu případů otrav houbařů s ní spojených, včetně údajně smrtelného případu z roku 2011. Podle některých je příčinou poddruh Bedla červenající česká  (Chlorophyllum rhacodes var. bohemica), který je jedovatý, podle dalších autorů je jedovatost bedly červenající nejen otázkou poddruhu, ale především i osobních dispozic konkrétního houbaře (tj. že je jedovatá jen pro citlivé / alergické jedince). Velkou roli hraje lokální variabilita těchto hub a prostředí, ve kterém rostou.

## Synonyma
- Agaricus procerus sensu Sowerby
- Lepiotophyllum rhacodes (Vittad.) Locq. 1942
- Macrolepiota rhacodes (Vitt.) Sing.
- Macrolepiota rhacodes var. rhacodes (Vittad.) Rolf SingerSinger 1951
- Macrolepiota venenata Bon 1979
- bedla jedovatá
- bedla krvavějící
- bedla třepivá[5]

## Galerie

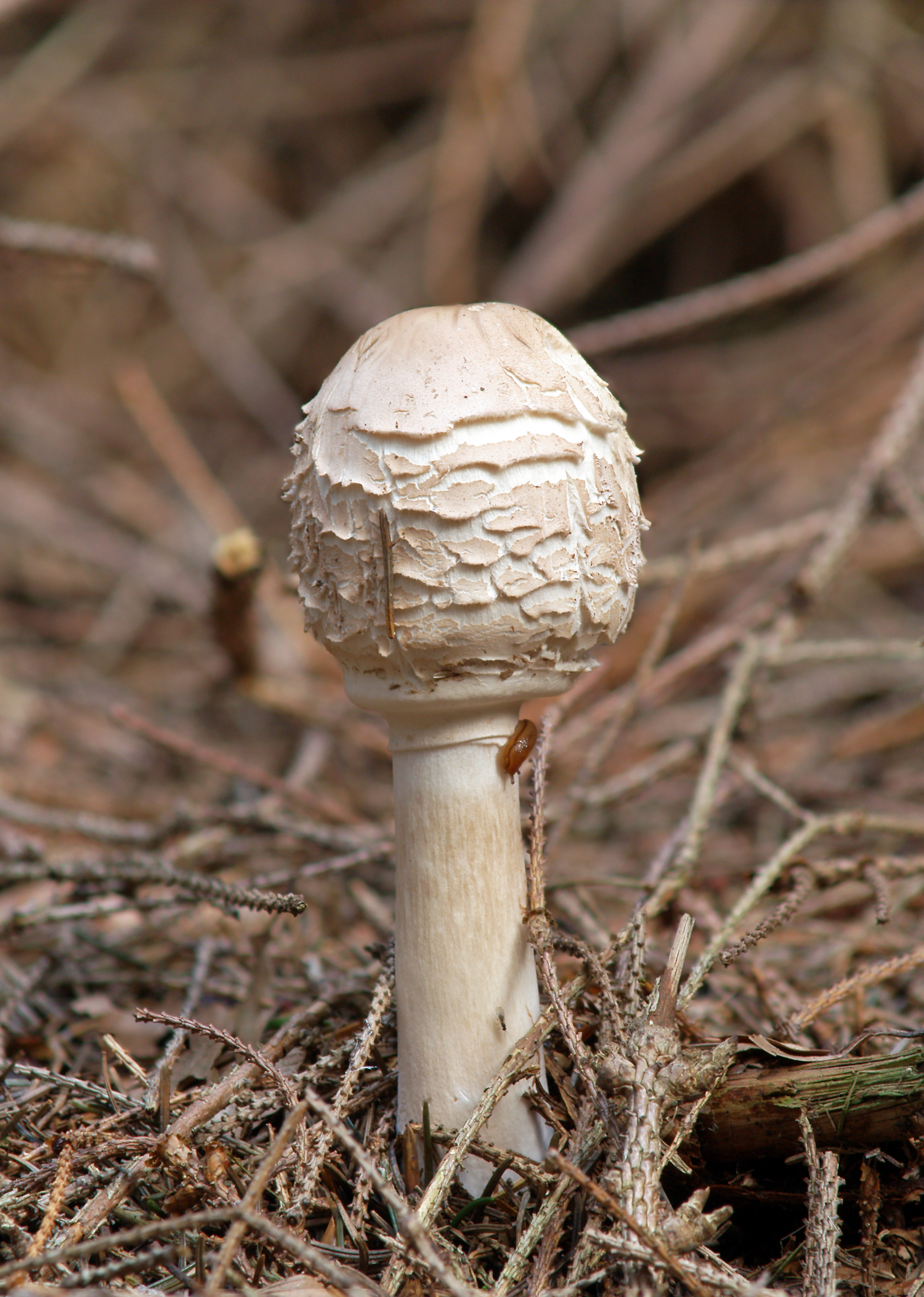
mladá plodnice
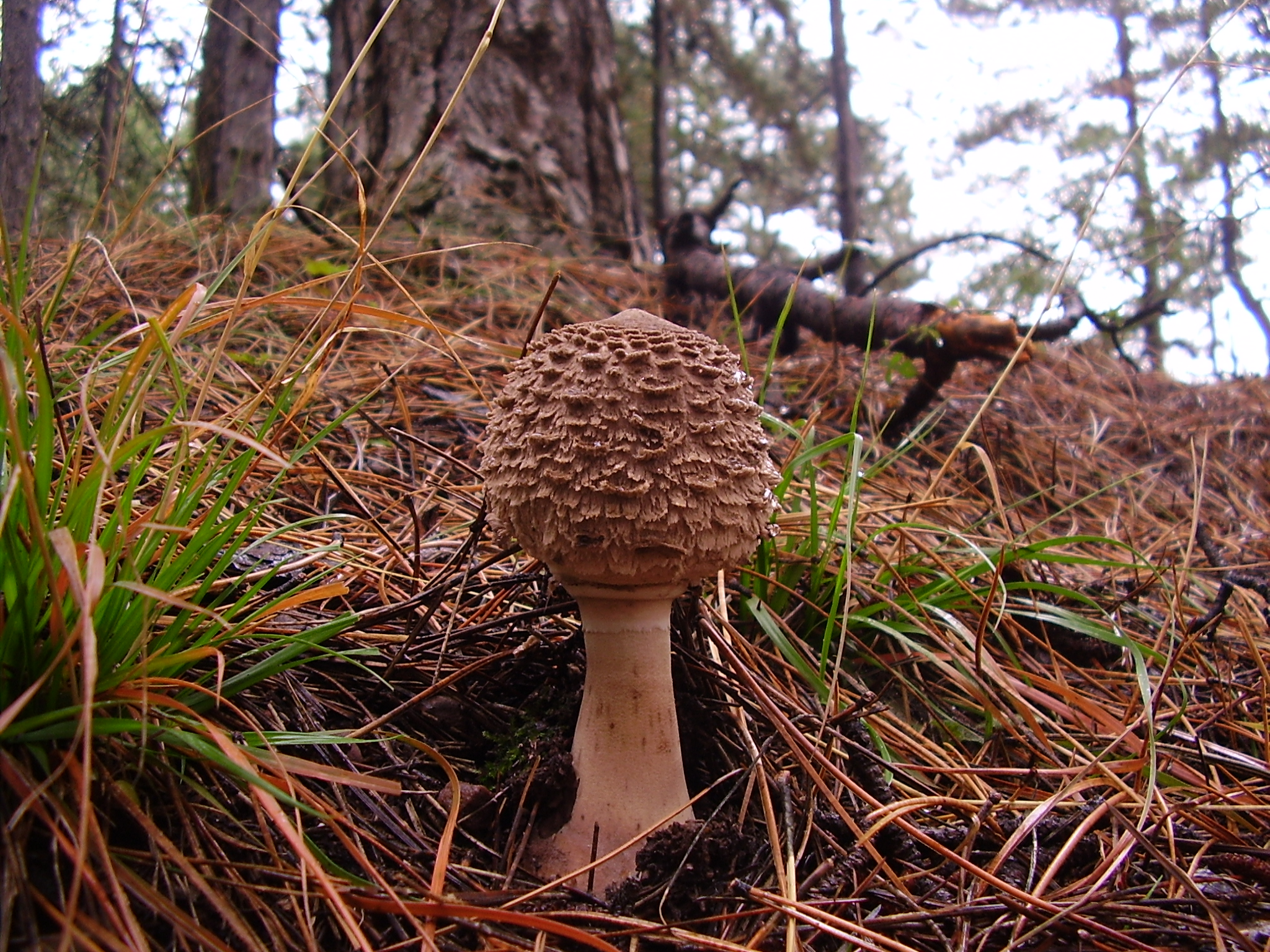
v lese
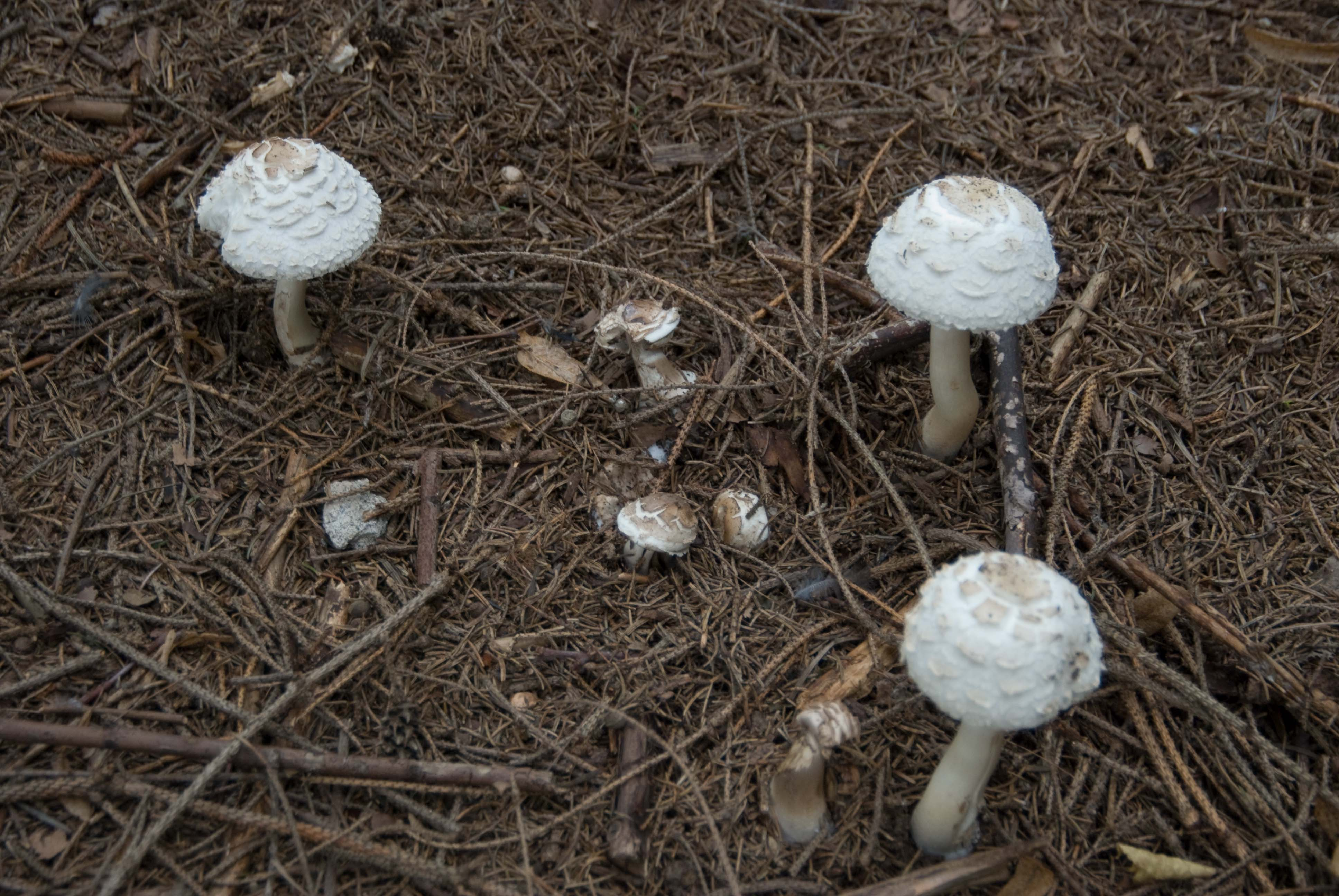
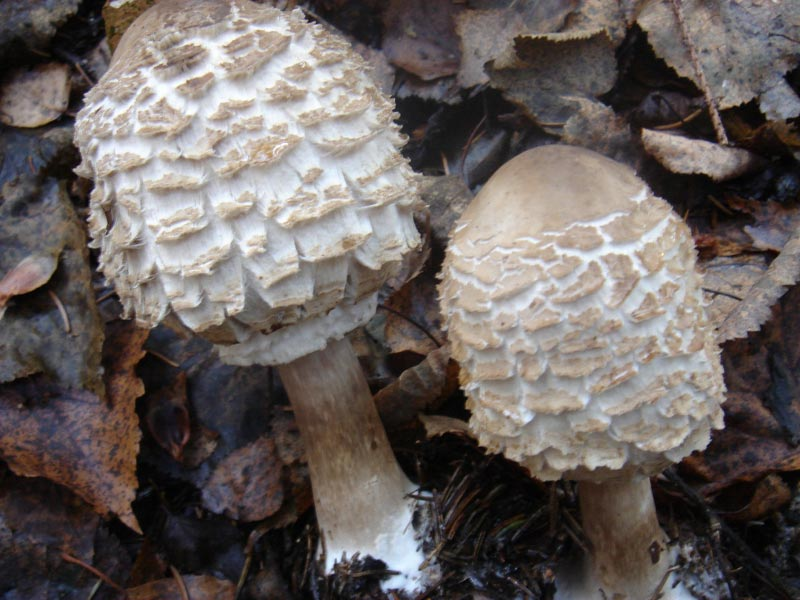
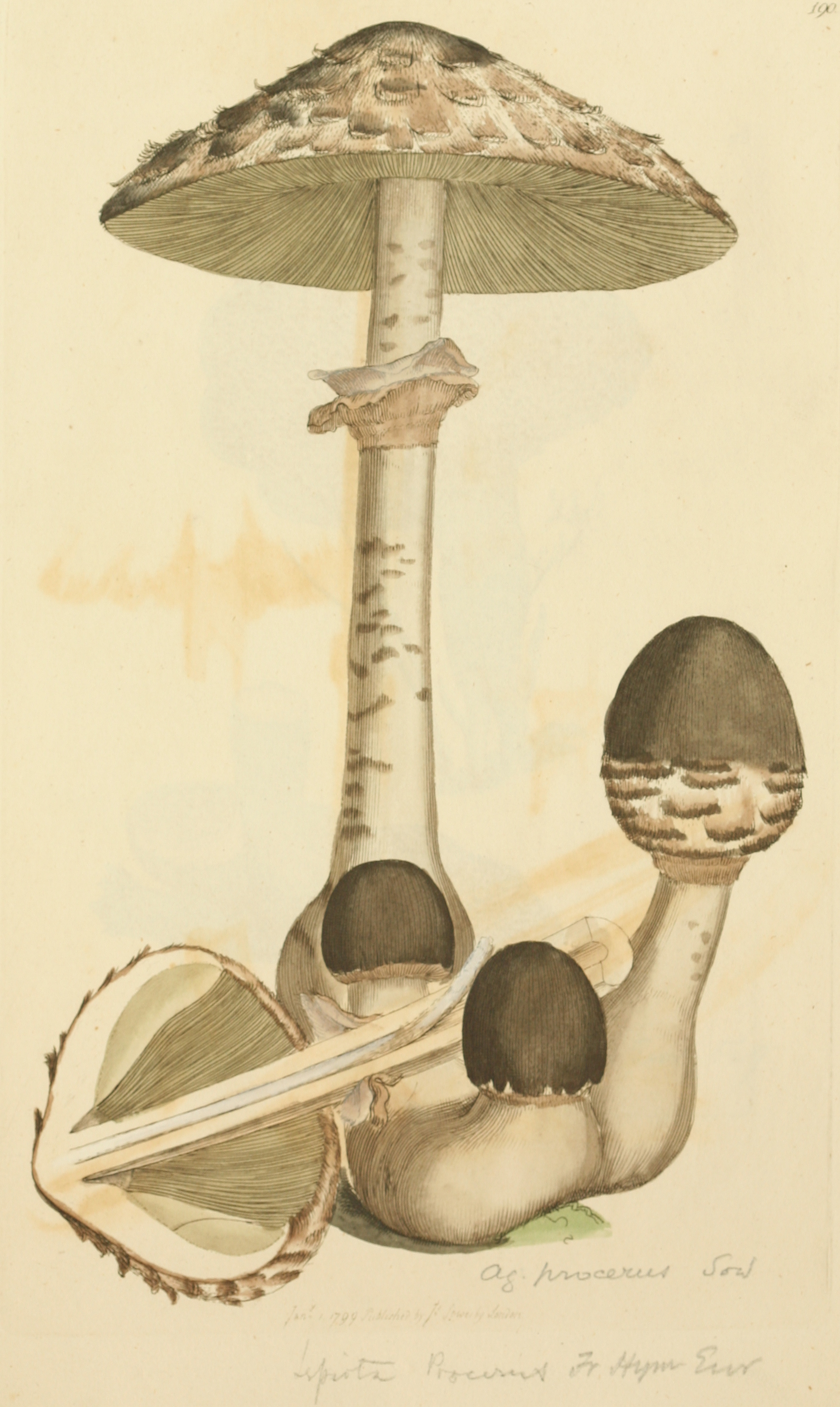
ilustrace